# North American Soccer League 1971
La North American Soccer League 1971 fu la quarta edizione dell'omonima lega calcistica. Parteciparono otto squadre e si laurearono campioni i Dallas Tornado, sconfiggendo gli Atlanta Chiefs nella finale dei play-off.

## Avvenimenti
Una delle sei squadre che avevano disputato il campionato precedente, i Kansas City Spurs, si sciolse. Il totale delle partecipanti si assestò a otto grazie all'ingresso di due squadre canadesi, Toronto Metros e Montréal Olympique, e dei New York Cosmos, club che avrebbe col tempo conquistato fama internazionale.

## Formula
Le squadre erano suddivise in due division in base alla loro posizione geografica. Ogni squadra giocava 24 incontri, di cui quattro (due in casa e due in trasferta) contro ogni avversario della propria division, due (uno in casa e uno in trasferta) contro ciascuna squadra della division opposta, e infine quattro contro altrettante squadre straniere selezionate: in questa stagione furono gli scozzesi dell'Hearts, gli italiani del L.R. Vicenza, i greci dell'Apollon e i brasiliani del Bangu. Le prime due classificate di ogni division venivano ammesse ai play-off.
I play-off erano costituiti dalle semifinali, in cui la prima di una division sfidava la seconda dell'altra division, e dalla finale del campionato. Tutti i turni si disputavano al meglio delle tre partite. Gli incontri di play-off non potevano finire in parità ma si disputavano tempi supplementari da 15 minuti con la formula del golden goal, allora chiamata sudden death sul modello dell'hockey su ghiaccio.
Venivano attribuiti 6 punti per ogni vittoria, 3 punti per ogni pareggio e 1 punto per ogni gol segnato, fino ad un massimo di 3 per ogni incontro.

## Squadre partecipanti
| Club               | Stagione | Città       | Stadio                   | Stagione precedente                               |
| ------------------ | -------- | ----------- | ------------------------ | ------------------------------------------------- |
| Atlanta Chiefs     | dettagli | Atlanta     | Atlanta Stadium          | 2º posto in Southern Division                     |
| Dallas Tornado     | dettagli | Dallas      | Franklin Field           | 3º posto in Southern Division                     |
| Montréal Olympique | dettagli | Montréal    | Autostade                | Esordiente                                        |
| N.Y. Cosmos        | dettagli | New York    | Yankee Stadium           | Esordiente                                        |
| Rochester Lancers  | dettagli | Rochester   | Aquinas Memorial Stadium | Vincitore                                         |
| St. Louis Stars    | dettagli | Saint Louis | Busch Memorial Stadium   | 3º posto in Northern Division                     |
| Toronto Metros     | dettagli | Toronto     | Varsity Stadium          | Esordiente                                        |
| Washington Darts   | dettagli | Washington  | Brookland Stadium        | 1º posto in Southern Division. Finalista play-off |

## Classifiche regular season

### Northern Division
|  | Pos. | Squadra            | Pt  | G  | V  | N | P  | GF | GS |
|  | ---- | ------------------ | --- | -- | -- | - | -- | -- | -- |
|  | 1.   | Rochester Lancers  | 141 | 24 | 13 | 6 | 5  | 48 | 31 |
|  | 2.   | N.Y. Cosmos        | 117 | 24 | 9  | 5 | 10 | 51 | 55 |
|  | 3.   | Toronto Metros     | 89  | 24 | 5  | 9 | 10 | 32 | 47 |
|  | 4.   | Montréal Olympique | 65  | 24 | 4  | 5 | 15 | 29 | 58 |

### Southern Division
|  | Pos. | Squadra          | Pt  | G  | V  | N  | P  | GF | GS |
|  | ---- | ---------------- | --- | -- | -- | -- | -- | -- | -- |
|  | 1.   | Atlanta Chiefs   | 120 | 24 | 12 | 5  | 7  | 35 | 29 |
|  | 2.   | Dallas Tornado   | 119 | 24 | 10 | 8  | 6  | 38 | 24 |
|  | 3.   | Washington Darts | 111 | 24 | 8  | 10 | 6  | 36 | 34 |
|  | 4.   | St. Louis Stars  | 86  | 24 | 6  | 5  | 13 | 37 | 47 |

## Play-off

### Tabellone
|  | Semifinali | Semifinali        | Semifinali | Semifinali | Semifinali |                |                | Finale         | Finale         | Finale | Finale | Finale |
|  |            |                   |            |            |            |                |                |                |                |        |        |        |
|  | S1         | Atlanta Chiefs    | 1          | 2          |            |                |                |                |                |        |        |        |
|  | S1         | Atlanta Chiefs    | 1          | 2          |            |                |                |                |                |        |        |        |
|  | N2         | N.Y. Cosmos       | 0          | 0          |            |                |                |                |                |        |        |        |
|  | N2         | N.Y. Cosmos       | 0          | 0          |            | Atlanta Chiefs | Atlanta Chiefs | 2              | 1              | 0      |        |        |
|  |            |                   |            |            |            | Atlanta Chiefs | Atlanta Chiefs | 2              | 1              | 0      |        |        |
|  |            |                   |            |            |            |                |                | Dallas Tornado | Dallas Tornado | 1      | 4      | 2      |
|  | N1         | Rochester Lancers | 2          | 1          | 1          |                |                | Dallas Tornado | Dallas Tornado | 1      | 4      | 2      |
|  | N1         | Rochester Lancers | 2          | 1          | 1          |                |                |                |                |        |        |        |
|  | S2         | Dallas Tornado    | 1          | 3          | 2          |                |                |                |                |        |        |        |
|  | S2         | Dallas Tornado    | 1          | 3          | 2          |                |                |                |                |        |        |        |

### Semifinali
Gara 1
| Rochester 1 settembre 1971 | Rochester Lancers | 2 – 1 (d.6t.s.) | Dallas Tornado | Aquinas Memorial Stadium (8.309 spett.) |

| Atlanta 2 settembre 1971 | Atlanta Chiefs | 1 – 0 (d.3t.s.) | N.Y. Cosmos | Atlanta Stadium (3.160 spett.) |

Gara 2
| Dallas 4 settembre 1971 | Dallas Tornado | 3 – 1 | Rochester Lancers | Franklin Field (6.131 spett.) |

| Hempstead 5 settembre 1971 | N.Y. Cosmos | 0 – 2 | Atlanta Chiefs | Hofstra Stadium (3.800 spett.) |

Gara 3
| Rochester 8 settembre 1971 | Rochester Lancers | 1 – 2 (d.4t.s.) | Dallas Tornado | Aquinas Memorial Stadium (7.635 spett.) |

### Finale
Gara 1
| Atlanta 12 settembre 1971 | Atlanta Chiefs | 2 – 1 (d.3t.s.) | Dallas Tornado | Atlanta Stadium (3.218 spett.) |

Gara 2
| Dallas 15 settembre 1971 | Dallas Tornado | 4 – 1 | Atlanta Chiefs | Franklin Field (6.456 spett.) |

Gara 3
| Atlanta 19 settembre 1971 | Atlanta Chiefs | 0 – 2 | Dallas Tornado | Atlanta Stadium (4.687 spett.) |

## NASL 1st All-Star team
Di seguito si riporta la selezione dei migliori 11 giocatori del torneo 1971:
|   |                   | Calciatore        |
| - | ----------------- | ----------------- |
| P | Dallas Tornado    | Mirko Stojanovic  |
| D | Dallas Tornado    | Dick Hall         |
| D | Washington Darts  | Willie Evans      |
| D | Rochester Lancers | Peter Short       |
| D | Dallas Tornado    | John Best         |
| C | N.Y. Cosmos       | Siegfried Stritzl |
| C | St. Louis Stars   | Dragan Popovic    |
| A | Rochester Lancers | Carlos Metidieri  |
| A | N.Y. Cosmos       | Randy Horton      |
| A | Atlanta Chiefs    | Kaizer Motaung    |
| A | Rochester Lancers | Manfred Seissler  |